# Strage di San Valentino
La strage di San Valentino è il massacro della banda del gangster George "Bugs" Moran compiuto dagli uomini di Al Capone a Chicago il 14 febbraio 1929, grazie al quale la mafia italo-americana prese il sopravvento, principalmente nelle attività criminali del gioco d'azzardo e del traffico di alcolici al tempo del proibizionismo. L'episodio, in cui furono assassinate sette persone, resta uno dei più cruenti regolamenti di conti nella storia della malavita americana.

## Storia
Negli Stati Uniti d'America durante il proibizionismo, Al Capone e l'irlandese George "Bugs" Moran si contendevano il controllo del mercato degli alcolici a Chicago. Il commando mafioso fu guidato dall'autista e luogotenente di Capone, Sam Giancana, con al seguito altri quattro uomini. Venne scelto il 14 febbraio, giorno nel quale Capone si trovava a Miami convocato da un giudice federale per un interrogatorio, circostanza che avrebbe costituito per lui un alibi. Gli uomini di Capone si presentarono nel garage al 2122 di North Clark Street a Chicago travestiti da poliziotti e, colti di sorpresa, quelli di Moran si lasciarono disarmare e vennero uccisi a colpi di mitragliatore, con almeno cinquanta colpi sparati per ognuno. Uno di loro, Frank Gusenberg, era ancora vivo all'arrivo della polizia, sebbene avesse molti proiettili in corpo; alla domanda su chi gli avesse sparato rispose "nessuno mi ha sparato" e tre ore dopo morì. Per molti anni l'alibi di Al Capone resse, anche perché i pochi testimoni della scena videro dei poliziotti aggirarsi sul luogo della strage e la tesi sposata fu a lungo quella di un'esecuzione di poliziotti corrotti che volevano mettere a tacere testimoni che sapevano troppo. .
Le vittime furono Peter Gusenberg, Frank Gusenberg, Adam Heyer, Albert Kachellek, Reinhardt Schwimmer, Albert Weinshank e John May. "Bugs" Moran fu il solo superstite; una vittima gli somigliava moltissimo e probabilmente fu uccisa al suo posto. Egli invece fuggì e, dopo aver tentato inutilmente di ricostruire la gang, sparì per sempre da Chicago, finendo poi arrestato per varie rapine in banca negli anni trenta, e morirà in carcere per cancro ai polmoni nel 1957. Al Capone rimase unico e incontrastato padrone di Chicago molto a lungo.
Il vero garage dove avvenne il massacro venne demolito nel settembre del 1967, tre mesi dopo l'uscita del film Il massacro del giorno di San Valentino; l'area dell'edificio è occupata ora da un prato sulla strada principale e un parcheggio nel retro.

## Influenza culturale
- Il massacro del giorno di San Valentino (The St. Valentine's Day Massacre), regia di Roger Corman (1967).
- Da questo episodio trae spunto anche il film del 1959 A qualcuno piace caldo, diretto da Billy Wilder.
- Nel penultimo episodio di Ultime dal cielo, Chicago anni '20, Gary prova a prevenire la strage di San Valentino.
- Evento della WWE (alľ'epoca WWF) St. Valentine's Day Massacre: In Your House svolto nel 1999.